# قضح الشرقي (حورة)
'

تعديل مصدري - تعديل

قضح الشرقي هي إحدى قرى عزلة حوره بمديرية حورة التابعة لمحافظة حضرموت، بلغ تعداد سكانها 198 نسمة حسب تعداد اليمن لعام 2004.